# Xestia brunneopicta
Xestia brunneopicta is een vlinder uit de familie uilen (Noctuidae). De wetenschappelijke naam is voor het eerst geldig gepubliceerd in 1925 door Matsumura.
De soort komt voor in Europa.